# Cuba op de Olympische Zomerspelen 2012
Cuba nam deel aan de Olympische Zomerspelen 2012 in Londen, Verenigd Koninkrijk.

## Medailleoverzicht
| Sport         | Olympiër          | Onderdeel                 | Medaille |
| ------------- | ----------------- | ------------------------- | -------- |
| Boksen        | Robeisy Ramírez   | -52kg (m)                 | Goud     |
| Boksen        | Roniel Iglesias   | -64kg (m)                 | Goud     |
| Judo          | Idalys Ortíz      | +78kg (v)                 | Goud     |
| Schietsport   | Leuris Pupo       | 25m snelvuurpistool (m)   | Goud     |
| Worstelen     | Mijaín López      | -120kg Grieks-Romeins (m) | Goud     |
| Atletiek      | Yarisley Silva    | polsstokhoogspringen (v)  | Zilver   |
| Judo          | Asley González    | -90kg (m)                 | Zilver   |
| Judo          | Yanet Bermoy      | -52kg (v)                 | Zilver   |
| Atletiek      | Leonel Suárez     | tienkamp (m)              | Brons    |
| Boksen        | Lázaro Álvarez    | -56kg (m)                 | Brons    |
| Boksen        | Yasniel Toledo    | -60kg (m)                 | Brons    |
| Gewichtheffen | Robelis Despaigne | -77kg (m)                 | Brons    |
| Taekwondo     | Iván Cambar       | +80kg (m)                 | Brons    |
| Worstelen     | Mijaín López      | -66kg vrije stijl (m)     | Brons    |

## Deelnemers en resultaten
(m) = mannen, (v) = vrouwen 

### Atletiek

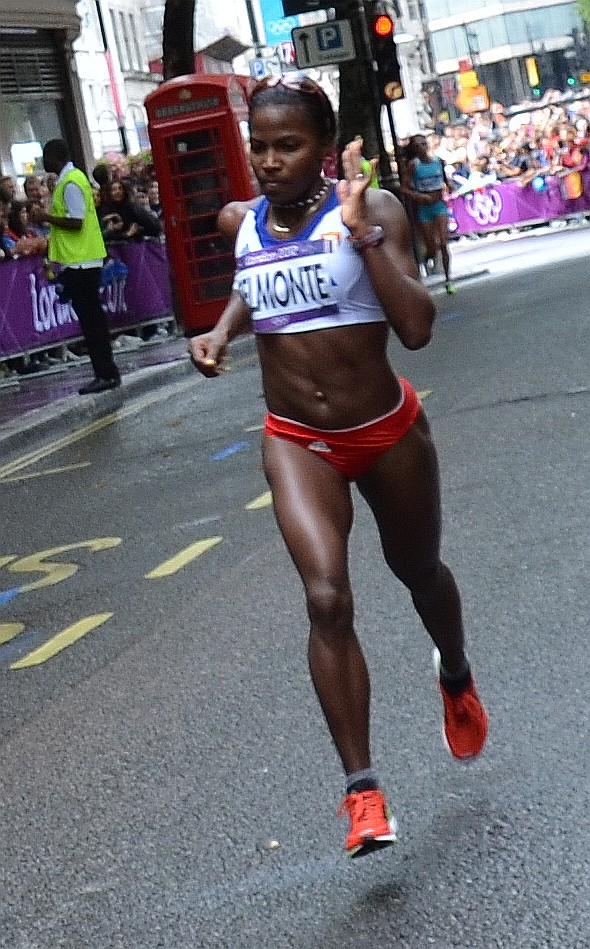
Dailín Belmonte in de olympische marathon

Mannen
| Olympiër                                                                                     | Onderdeel                | Resultaat | Prestatie                                                                      |
| -------------------------------------------------------------------------------------------- | ------------------------ | --------- | ------------------------------------------------------------------------------ |
| Michael Herrera                                                                              | 200m (m)                 | 44e       | serie 1: 6de in 21,05                                                          |
| Roberto Skyers                                                                               | 200m (m)                 | 26e       | serie 3: 4de in 20,6                                                           |
| Andy González                                                                                | 800m (m)                 | 24e       | serie 3: 4de in 1.46,24 halve finale 2: 9de in 1.53,46                         |
| Orlando Ortega                                                                               | 110m horden (m)          | 6e        | serie 3: 1ste in 13,26 halve finale 1: 2de in 13,26 finale: 6de in 13,43       |
| Dayron Robles                                                                                | 110m horden (m)          | DSQ       | serie 4: 1ste in 13,33 halve finale 3: 1ste in 13,10 finale: gediskwalificeerd |
| Omar Cisneros                                                                                | 400m horden (m)          | 9e        | serie 4: 3de in 48,63 halve finale 2: 3de in 48,23                             |
| Amaurys Valle                                                                                | 400m horden (m)          | 13e       | serie 1: 1ste in 49,19 halve finale 3: 7de in 50,48                            |
| Raidel Acea Omar Cisneros William Collazo Noel Ruíz Orestes Rodríguez Amaurys Valle          | 4x400m (m)               | DNF       | serie 1: 3de in 3.00,55 finale: niet gefinisht                                 |
| Yoandris Betanzos                                                                            | hink-stap-springen (m)   | 23e       | kwalificatie groep B: 12de met 16,22 m                                         |
| Alexis Copello                                                                               | hink-stap-springen (m)   | 8e        | kwalificatie groep B: 5de met 16,79m finale: 8ste met 16,92m                   |
| Arnie David Girat                                                                            | hink-stap-springen (m)   | 16e       | kwalificatie groep A: 9de met 16,45m                                           |
| Víctor Moya                                                                                  | hoogspringen (m)         | 20e       | kwalificatie groep B: 10de met 2,21 m                                          |
| Lázaro Borges                                                                                | polsstokhoogspringen (m) | 16e       | kwalificatie groep B: 6de met 5,50 m                                           |
| Carlos Veliz                                                                                 | kogelstoten (m)          | 34e       | kwalificatie groep B: 16de met 18,57m                                          |
| Jorge Fernández                                                                              | discuswerpen (m)         | 11e       | kwalificatie groep B: 3de met 65,34m finale: 11de met 62,02m                   |
| Yunio Lastre                                                                                 | discuswerpen (m)         | 40e       | kwalificatie groep A: 20ste met 57,33m                                         |
| Guillermo Martinez                                                                           | speerwerpen (m)          | 16e       | kwalificatie groep A: 9de met 80,06m                                           |
| Roberto Janet                                                                                | kogelslingeren (m)       | 19e       | kwalificatie groep B: 9de met 73,34m                                           |
| Yordani Garcia                                                                               | tienkamp (m)             | 14e       | 7.956 punten                                                                   |
| Leonel Suárez                                                                                | tienkamp (m)             | Brons     | 8.523 punten                                                                   |
|                                                                                              |                          |           |                                                                                |
| Nelkys Casabona                                                                              | 200m (v)                 | 44e       | serie 6: 8ste in 23,82                                                         |
| Rose Mary Almanza                                                                            | 800m (v)                 | 19e       | serie 1: 4de in 2.01,19 halve finale 1: 6de in 2.01,70                         |
| Rose Mary Almanza Daysiurami Bonne Yaimeisi Borlot Sahily Diago Aymée Martínez Diosmely Peña | 4x400m (v)               | 10e       | serie : 6de in 3.27,41                                                         |
| Dailín Belmonte                                                                              | marathon                 | 70e       | 2:38.08                                                                        |
| Dailenys Alcantara                                                                           | hink-stap-springen (v)   | 15e       | kwalificatie groep B: 8ste met 13,97m                                          |
| Josleidy Ribalta                                                                             | hink-stap-springen (v)   | 19e       | kwalificatie groep A: 8ste met 13,88m                                          |
| Yargelis Savigne                                                                             | hink-stap-springen (v)   | 9e        | kwalificatie groep B: 5de met 14,28m finale: 9de met 14,12m                    |
| Lesyaní Mayor                                                                                | hoogspringen (v)         | 20e       | kwalificatie groep B: 10de met 1,85m                                           |
| Daylis Caballero                                                                             | polsstokhoogspringen (v) | DNF       | kwalificatie groep B: geen geldige sprong                                      |
| Yarisley Silva                                                                               | polsstokhoogspringen (v) | Zilver    | kwalificatie groep A: 1ste met 4,55m finale: 2de met 4,75m                     |
| Misleydis Gonzalez                                                                           | kogelstoten (v)          | 21e       | kwalificatie groep B: 11de met 17,68m                                          |
| Mailin Vargas                                                                                | kogelstoten (v)          | 27e       | kwalificatie groep A: 13de met 16,76m                                          |
| Yarelis Barrios                                                                              | discuswerpen (v)         | Brons     | kwalificatie groep A: 1ste met 65,94m finale: 3de met 66,38m                   |
| Denia Caballero                                                                              | discuswerpen (v)         | 27e       | kwalificatie groep B: 13de met 58,78m                                          |
| Yaimé Pérez                                                                                  | discuswerpen (v)         | 30e       | kwalificatie groep A: 15de met 57,87m                                          |
| Yanet Cruz                                                                                   | speerwerpen (v)          | DNF       | kwalificatie groep A: geen geldige worp                                        |
| Yainelis Ribeaux                                                                             | speerwerpen (v)          | 29e       | kwalificatie groep B: 15de met 56,55m                                          |
| Yipsi Moreno                                                                                 | kogelslingeren (v)       | 5e        | kwalificatie groep A: 3de met 73,95m finale: 5de met 74,60m                    |
| Arasay Thondike                                                                              | kogelslingeren (v)       | 23e       | kwalificatie groep B: 8ste met 67,93m                                          |
| Ariannis Vichy                                                                               | kogelslingeren (v)       | 25e       | kwalificatie groep A: 12de met 67,48m                                          |

### Boksen
| Olympiër            | Onderdeel | Resultaat | Prestatie |
| ------------------- | --------- | --------- | --- |
| Yosvany Veitia      | -49kg (m) | 9e        | 1ste ronde: W van AUS Ward: 26-4 2de ronde: V van CHN Zou: 11-14 |
| Robeisy Ramírez     | -52kg (m) | Goud      | 1ste ronde: W van JPN Susa: 19-7 2de ronde: W van THA Butdee: 22-10 kwartfinale: W van GBR Selby: 16-11 halve finale: W van IRL Conlan: 20-10 finale: W van MGL Tögstsogt: 17-14             |
| Lázaro Álvarez      | -56kg (m) | Brons     | 1ste ronde: vrij 2de ronde: W van USA Diaz: 21-15 kwartfinale: W van BRA Vieira: 16-11 halve finale: V van IRL Nevin: 14-19                                                                  |
| Yasniel Toledo      | -60kg (m) | Brons     | 1ste ronde: vrij 2de ronde: W van CHN Liu: 14-10 kwartfinale: W van KAZ Zhailauov: 19-11 halve finale: V van UKR Lomachenko: 11-14                                                           |
| Roniel Iglesias     | -64kg (m) | Goud      | 1ste ronde: W van COL Villarraga: 20-9 2de ronde: W van BRA Lopes: 18-15 kwartfinale: W van UZB Rahmonov: 21-15 halve finale: W van ITA Mangiacapre: 15-8 finale: W van UKR Berinchyk: 22-15 |
| Julio César la Cruz | -81kg (m) | 5e        | 1ste ronde: vrij 2de ronde: W van JOR Al-Matbouli: 25-8 kwartfinale: V van BRA Florentino: 15-18                                                                                             |
| José Larduet        | -91kg (m) | 5e        | 1ste ronde: W van IRI Mazaheri: gediskwalificeerd kwartfinale: V van ITA Russo: 16-17 |
| Erislandy Savón     | +91kg (m) | 9e        | 1ste ronde: V van GBR Joshua: 10-12 |

### Boogschieten
| Olympiër            | Onderdeel       | Resultaat | Prestatie                                                            |
| ------------------- | --------------- | --------- | -------------------------------------------------------------------- |
| Juan Carlos Stevens | individueel (m) | 33e       | plaatsingsronde: 34ste met 663 punten 1ste ronde: V van IND Rai: 5-6 |

### Gewichtheffen
| Olympiër          | Onderdeel | Resultaat | Prestatie                                                    |
| ----------------- | --------- | --------- | ------------------------------------------------------------ |
| Sergio Álvarez    | -56kg (m) | DNF       | trekken: 8ste met 121kg stoten: geen geldige poging          |
| Yasmani Romero    | -56kg (m) | 11e       | trekken: 14de met 112kg stoten: 10de met 146kg totaal: 258kg |
| Iván Cambar       | -77kg (m) | Brons     | trekken: 5de met 155kg stoten: 2de met 194kg totaal: 249kg   |
| Yoelmis Hernández | -85kg (m) | 7e        | trekken: 9de met 163kg stoten: 6de met 205kg totaal: 368kg   |

### Judo
| Olympiër           | Onderdeel  | Resultaat | Prestatie |
| ------------------ | ---------- | --------- | --- |
| Asley González     | -90kg (m)  | Zilver    | 1ste ronde: W van ARG Campos: ippon 2de ronde: W van RUS Gerasimenko: yuko kwartfinale: W van AUS Anthony: yuko halve finale: W van RUS Denisov: ippon finale: V van KOR Song: waza-ari |
| Oreydi Despaigne   | -100kg (m) | 10e       | 1ste ronde: vrij 2de ronde: V van UZB Sayidov: ippon |
| Óscar Brayson      | +100kg (m) | 7e        | 1ste ronde: W van EST Padar: ippon 2de ronde: W van GUM Blas Jr.: ippon kwartfinale: V van FRA Riner: ippon herkansingen: V van BLR Makarov: ippon                                      |
|                    |            |           | |
| Dayaris Mestre     | -48kg (v)  | 9e        | 1ste ronde: W van RUS Kondratyeva: waza-ari 2de ronde: V van ROU Dumitru: ippon |
| Yanet Bermoy       | -52kg (v)  | Zilver    | 1ste ronde: vrij 2de ronde: W van MGL Bundmaa: waza-ari kwartfinale: W van LUX Muller: yuko halve finale: W van BEL Heylen: yuko finale: V van PRK An: yuko                             |
| Yurileydis Lupetey | -57kg (v)  | 9e        | 1ste ronde: W van GRE Boukouvala: yuko 2de ronde: V van RUS Zabludina: ippon |
| Yaritza Abel       | -63kg (v)  | 9e        | 1ste ronde: vrij 2de ronde: V van FRA Emane: jury-beslissing |
| Onix Cortés        | -70kg (v)  | 9e        | 1ste ronde: vrij 2de ronde: V van JPN Tachimoto: yuko |
| Idalys Ortíz       | +78kg (v)  | Goud      | 1ste ronde: vrij 2de ronde: W van CPV Moniz: ippon kwartfinale: W van RUS Ivashchenko: yuko halve finale: W van CHN Tong: yuko finale: W van JPN Sugimoto: yuko                         |

### Kanovaren
| Olympiër                          | Onderdeel     | Resultaat | Prestatie                                                                          |
| --------------------------------- | ------------- | --------- | ---------------------------------------------------------------------------------- |
| José Carlos Bulnes Serguey Torres | C-2 1000m (m) | 6e        | serie 2: 5de in 3.44,341 halve finale 2: 3de in 3.41,619 finale: 6de in 3.42,357   |
| Jorge García                      | K-1 1000m (m) | 9e        | serie 1: 4de in 3.30,852 halve finale 2: 5de in 3.31,937 finale B: 3de in 3.29,938 |
|                                   |               |           |                                                                                    |
| Darisleidys Amador                | K-1 200m (v)  | 12e       | serie 2: 5de in 42,761 halve finale 3: 5de in 41,949 finale B: 4de in 45,099       |
| Darisleidys Amador                | K-1 500m (v)  | 20e       | serie 1: 5de in 1.56,038 halve finale 1: 7de in 1.58,762                           |
| Dayexis Gandarela Yulitza Meneses | K2 500m (v)   | 14e       | serie 1: 6de in 1.46,587 halve finale 2: 8ste in 1.51.428 finale: 6de in 1.50,124  |

### Roeien
| Olympiër                           | Onderdeel              | Resultaat | Prestatie |
| ---------------------------------- | ---------------------- | --------- | --- |
| Ángel Fournier                     | skiff (m)              | 7e        | serie 1: 2de in 6.46,35 kwartfinale 4: 2de in 6.54,12 halve finale 1: 4de in 7.30,19 finale B: 1ste in 7.11,17  |
| Yunior Pérez Manuel Suárez         | lichte dubbel-twee (m) | 10e       | serie 3: 3de in 6.36,31 herkansingen: 1ste in 6.37,04 halve finale 2: 6de in 6.52,26 finale: 4de in 6.34,96     |
|                                    |                        |           | |
| Yariulvis Cobas                    | skiff (v)              | 15e       | serie 2: 4de in 7.48,58 kwartfinale 2: 5de in 7.56,89 halve finale C/D: 2de in 7.54,22 finale C: 3de in 8.14,59 |
| Yoslaine Domínguez Yaima Velázquez | lichte dubbel-twee (v) | 10e       | serie 1: 4de in 7.12,99 herkansingen: 3de in 7.19,33 halve finale 1: 6de in 7.21,86 finale B: 4de in 7.23,35    |

### Schietsport
| Olympiër         | Onderdeel                  | Resultaat | Prestatie                                                                  |
| ---------------- | -------------------------- | --------- | -------------------------------------------------------------------------- |
| Leuris Pupo      | 25m snelvuurpistool (m)    | Goud      | kwalificatie: 4de met 588 punten (293-293) finale: 1ste met 34 punten (WR) |
| Guillermo Torres | skeet (m)                  | 30e       | kwalificatie: 30ste met 110 punten (20-21-25-22-22)                        |
|                  |                            |           |                                                                            |
| Eglis Yaima Cruz | 10m luchtgeweer (v)        | 44e       | kwalificatie: 44ste met 391 punten (98-98-98-97)                           |
| Dianelys Perez   | 10m luchtgeweer (v)        | 29e       | kwalificatie: 29ste met 392 punten (98-98-98-98)                           |
| Eglis Yaima Cruz | 50m geweer 3 houdingen (v) | 16e       | kwalificatie: 16de met 581 punten (194-191-196)                            |
| Dianelys Perez   | 50m geweer 3 houdingen (v) | 21e       | kwalificatie: 21ste met 579 punten (197-189-193)                           |

### Schoonspringen
| Olympiër                     | Onderdeel               | Resultaat | Prestatie                                                                                          |
| ---------------------------- | ----------------------- | --------- | -------------------------------------------------------------------------------------------------- |
| Jeinkler Aguirre             | 10m toren (m)           | 18e       | voorronde: 10de met 453,40 punten halve finale: 18de met 436,95 punten                             |
| José Guerra                  | 10m toren (m)           | 5e        | voorronde: 17de met 440,90 punten halve finale: 9de met 501,90 punten finale: 5de et 527,70 punten |
| Jeinkler Aguirre José Guerra | 10m toren sycnhroon (m) | 5e        | 450,90 punten                                                                                      |
|                              |                         |           | |
| Annia Rivera                 | 10m toren (v)           | 25e       | voorronde: 25ste met 233,95 punten                                                                 |

### Taekwondo
| Olympiër          | Onderdeel | Resultaat | Prestatie |
| ----------------- | --------- | --------- | --- |
| Robelis Despaigne | +80kg (m) | Brons     | voorronde: W van NGR Chukwumerije: 1-0 kwartfinale: V van GAB Obame: 6-7 herkansingen: W van SAM Thomsen: 7-6 bronzen finale: W van MLI Keïta: wal)over |
|                   |           |           | |
| Nidia Muñoz       | -57kg (v) | 9e        | voorronde: V van LIB Paoli: 2-4 |
| Glenhis Hernández | +67kg (v) | 5e        | voorronde: W van MAR Dislam: 1-0 kwartfinale: W van UKR Konieva: 16-2 halve finale: V van FRA Graffe: 4-6 bronzen finale: V van MEX Espinoza: 2-4       |

### Tafeltennis
| Olympiër     | Onderdeel     | Resultaat | Prestatie                                                           |
| ------------ | ------------- | --------- | ------------------------------------------------------------------- |
| Andy Pereira | enkelspel (m) | 48e       | voorronde: W van VAN Shing: 4-0 1ste ronde: V van ITA Bobocica: 0-4 |

### Wielersport
| Olympiër                   | Onderdeel        | Resultaat | Prestatie |
| Baan                       | Baan             | Baan      | Baan |
| -------------------------- | ---------------- | --------- | --- |
| Lisandra Guerra            | keirin (v)       | 13e       | 1ste ronde: 3de herkansingen:' 4de |
| Lisandra Guerra            | sprint (v)       | 6e        | kwalificatie: 6de in 11,109 1ste ronde: W van COL Gaviria: 11,390 2de ronde: W van HKG Lee: 11,485 kwartfinale: V van CHN Guo: 1-2 5-8ste plaats: V van LTU Krupeckaité: 11,812  |
| Marlies Mejías             | omnium (v)       | 8e        | vliegende ronde: 8ste in 14,554 puntenkoers: 12de met 4 punten afvalling: 9de individuele achtervolging:' 9de in 3.41,897 scratch: 14de tijdrit: 5de in 35,912 totaal: 57 punten |
| Weg                        |                  |           | |
| Arnold Alcolea             | wegwedstrijd (m) | 67e       | 5:46.37 |
|                            |                  |           | |
| Yumari González Valdivieso | wegwedstrijd (v) | DNF       | buiten tijdslimiet |

### Worstelen
| Olympiër           | Onderdeel   | Resultaat   | Prestatie |
| Vrije stijl        | Vrije stijl | Vrije stijl | Vrije stijl |
| ------------------ | ----------- | ----------- | --- |
| Yowlys Bonne       | -60kg (m)   | 14e         | kwalificatie: vrij 1ste ronde: V van JPN Yumoto: 1-3 |
| Livián López       | -66kg (m)   | Brons       | kwalificatie: W van IRI Tagavi: 3-1 1ste ronde: V van JPN Yonemitsu: 1-3 herkansingen: W van CAN Garcia: 3-1 bronzen finale: W van AZE Hasanov: 3-1                        |
| Humberto Arencibia | -84kg (m)   | 13e         | kwalificatie: vrij 1ste ronde: V van USA Herbert: 1-3 |
| Javier Cortina     | -96kg (m)   | 13e         | kwalificatie: vrij 1ste ronde: V van CAN Pliev: 1-3 |
|                    |             |             | |
| Katerina Vidiaux   | -63kg (v)   | 8e          | kwalificatie: W van TUR Yesilirmak: 5-0 1ste ronde: V van RUS Volosova: 0-3                                                                                                |
| Grieks-Romeins     |             |             | |
| Gustavo Balart     | -55kg (m)   | 8e          | kwalificatie: vrij 1ste ronde: W van TUR Karakus: 3-0 kwartfinale: V van KOR Choi: 1-3                                                                                     |
| Hansel Meoque      | -60kg (m)   | 19e         | kwalificatie: vrij 1ste ronde: V van KOR Jung: 0-3 |
| Pedro Isaac        | -66kg (m)   | 5e          | kwalificatie: vrij 1ste ronde: V van KOR Kim: 0-3 herkansingen: W van ARM Varderesyan: 3-0 herkansingen 2: W van LTU Venckaitis: 3-1 bronzen finale: V van FRA Guénot: 0-3 |
| Jorgeisbel Álvarez | -74kg (m)   | 12e         | kwalificatie: V van USA Provisor: 1-3 |
| Pablo Shorey       | -84kg (m)   | 7e          | kwalificatie: W van IRI Akhlaghi: 3-1 1ste ronde: W van USA Betts: 3-0 kwartfinale: V van POL Janikowski: 0-5                                                              |
| Yunior Estrada     | -96kg (m)   | 5e          | kwalificatie: vrij 1ste ronde: W van CZE Vala: 3-1 kwartfinale: W van TUN Ayari: 3-0 halve finale: V van IRI Rezaei: 0-3 bronzen finale: V van ARM Aleksanjan: 0-3         |
| Mijaín López       | -120kg (m)  | Goud        | kwalificatie: vrij 1ste ronde: W van EGY El-Trabely: 3-0 kwartfinale: W van GEO Pherselidze: 3-0 halve finale: W van TUR Kayaalp: 3-0 finale: W van EST Nabi: 3-0          |

### Zwemmen
| Olympiër      | Onderdeel           | Resultaat | Prestatie                                                                         |
| ------------- | ------------------- | --------- | --------------------------------------------------------------------------------- |
| Hanser Garcia | 50m vrije slag (m)  | 23e       | serie 6: 8ste in 22,45                                                            |
| Hanser Garcia | 100m vrije slag (m) | 7e        | serie 7: 5de in 48,97 (NR) halve finale 2: 2de in 48,04 (NR) finale: 7de in 48,04 |
| Pedro Medel   | 100m rugslag (m)    | 34e       | serie 2: 3de in 55,40                                                             |
| Pedro Medel   | 200m rugslag (m)    | 27e       | serie 2: 5de in 2.00,05                                                           |

Afghanistan · Albanië · Algerije · Amerikaanse Maagdeneilanden · Amerikaans-Samoa · Andorra · Angola · Antigua en Barbuda · Argentinië · Armenië · Aruba · Australië · Azerbeidzjan · Bahama's · Bahrein · Bangladesh · Barbados · België · Belize · Benin · Bermuda · Bhutan · Bolivia · Bosnië en Herzegovina · Botswana · Brazilië · Britse Maagdeneilanden · Brunei · Bulgarije · Burkina Faso · Burundi · Cambodja · Canada · Centraal-Afrikaanse Republiek · Chili · China · Chinees Taipei · Colombia · Comoren · Congo-Brazzaville · Congo-Kinshasa · Cookeilanden · Costa Rica · Cuba · Cyprus · Denemarken · Djibouti · Dominica · Dominicaanse Republiek · Duitsland · Ecuador · Egypte · El Salvador · Equatoriaal-Guinea · Eritrea · Estland · Ethiopië · Fiji · Filipijnen · Finland · Frankrijk · Gabon · Gambia · Georgië · Ghana · Grenada · Griekenland · Groot-Brittannië · Guam · Guatemala · Guinee · Guinee‑Bissau · Guyana · Haïti · Honduras · Hongarije · Hongkong · Ierland · IJsland · India · Indonesië · Irak · Iran · Israël · Italië · Ivoorkust · Jamaica · Japan · Jemen · Jordanië · Kaaimaneilanden · Kaapverdië · Kameroen · Kazachstan · Kenia · Kirgizië · Kiribati · Koeweit · Kroatië · Laos · Lesotho · Letland · Libanon · Liberia · Libië · Liechtenstein · Litouwen · Luxemburg · Macedonië · Madagaskar · Malawi · Maldiven · Maleisië · Mali · Malta · Marshalleilanden · Marokko · Mauritanië · Mauritius · Mexico · Micronesië · Moldavië · Monaco · Mongolië · Montenegro · Mozambique · Myanmar · Namibië · Nauru · Nederland · Nepal · Nicaragua · Nieuw-Zeeland · Niger · Nigeria · Noord-Korea · Noorwegen · Oeganda · Oekraïne · Oezbekistan · Oman · Oostenrijk · Oost-Timor · Pakistan · Palau · Palestina · Panama · Papoea-Nieuw-Guinea · Paraguay · Peru · Polen · Portugal · Puerto Rico · Qatar · Roemenië · Rusland · Rwanda · Saint Kitts en Nevis · Saint Lucia · Saint Vincent en Grenadines · Salomonseilanden · Samoa · San Marino · Sao Tomé en Principe · Saoedi-Arabië · Senegal · Servië · Seychellen · Sierra Leone · Singapore · Slovenië · Slowakije · Soedan · Somalië · Spanje · Sri Lanka · Suriname · Swaziland · Syrië · Tadzjikistan · Tanzania · Thailand · Togo · Tonga · Trinidad en Tobago · Tsjaad · Tsjechië · Tunesië · Turkije · Turkmenistan · Tuvalu · Uruguay · Vanuatu · Venezuela · Verenigde Arabische Emiraten · Verenigde Staten · Vietnam · Wit-Rusland · Zambia · Zimbabwe · Zuid-Afrika · Zuid-Korea · Zweden · Zwitserland · Onafhankelijke atleten